# Olive Borden
Olive Borden właśc. Sybil Trinkle (ur. 14 lipca 1906 w Richmond, zm. 1 października 1947 w Los Angeles) – amerykańska aktorka filmowa.